# Jakob Tolleryd
Jakob Roland Tolleryd, född 24 juli 1973, är en svensk internetentreprenör som har grundat bolagen Compricer (jämförelsetjänst för privatekonomi), Konstbolaget  (säljer konst på Internet) och Klikki (konsultbolag imnom Internetmarknadsföring). Compricer såldes till Schibstedt för ca 265 msek. Tolleryd har en civilekonomexamen från Handelshögskolan i Stockholm och Richard Ivey School of Business.
Tolleryd har tidigare grundat Internetbolagen Domain Network och Carambole tillsammans med David Frykman.
Tolleryd, tillsammans med Frykman, har författat två böcker om företagsvärdering där den senare, Corporate Valuation, är utgiven på Financial Times Prentice Hall på ett antal språk.